# Inácio Manuel Azevedo do Amaral
Ignácio Manuel Azevedo do Amaral (Rio de Janeiro, 14 de abril de 1883 – Rio de Janeiro, 2 de outubro de 1950) foi um matemático brasileiro, reitor da Universidade do Brasil e membro fundador da Academia Brasileira de Ciências.

## Biografia
Ignácio nasceu no Rio de Janeiro, em 1883 e era filho de Ângelo Tomás do Amaral e Maria Francisca Álvares de Azevedo Amaral. Em 1900, concluiu o curso de águas marinhas na Escola Naval, de onde foi seu professor. Deu aulas também na Escola Normal do Distrito Federal e no Colégio Pedro II. Em 1912, ingressou no magistério da Escola Politécnica do Rio de Janeiro, hoje pertencente à Universidade Federal do Rio de Janeiro (UFRJ), onde lecionou as disciplinas de Geometria Analítica e Cálculo Infinitesimal.
Foi reitor da Universidade do Brasil, hoje a UFRJ, sendo considerado o instaurador da autonomia nessa universidade, lançando as bases e planos para a construção da cidade universitária da Universidade do Rio de Janeiro. Foi membro fundador da Academia Brasileira de Ciências, sendo seu presidente entre 1939 e 1941.
Publicou diversos trabalhos sobre balística e análise e equações diferenciais, de 1906 até 1942. Contribuiu para as áreas de navegação, equações diferenciais e problemas de balística.
Presidiu o Rotary Club do Rio de Janeiro entre 1937-1938 

## Homenagens
- Seu nome é eternizado em um logradouro público no Centro da Cidade do Rio de Janeiro, RJ (Rua Reitor Azevedo do Amaral) e outro no Jardim Paulista em São Paulo, SP (Rua Professor Azevedo Amaral).
- Homenageado como Patrono da Cadeira nº 24 da Academia Rotária de Letras da Cidade do Rio de Janeiro ABROL Rio.[4]

## Morte
Ignácio representaria a Academia Brasileira de Ciências no Congresso de Matemática de Cambridge quando morreu subitamente na cidade do Rio de Janeiro, em 2 de outubro de 1950, aos 67 anos.